# Reanimationsbrett

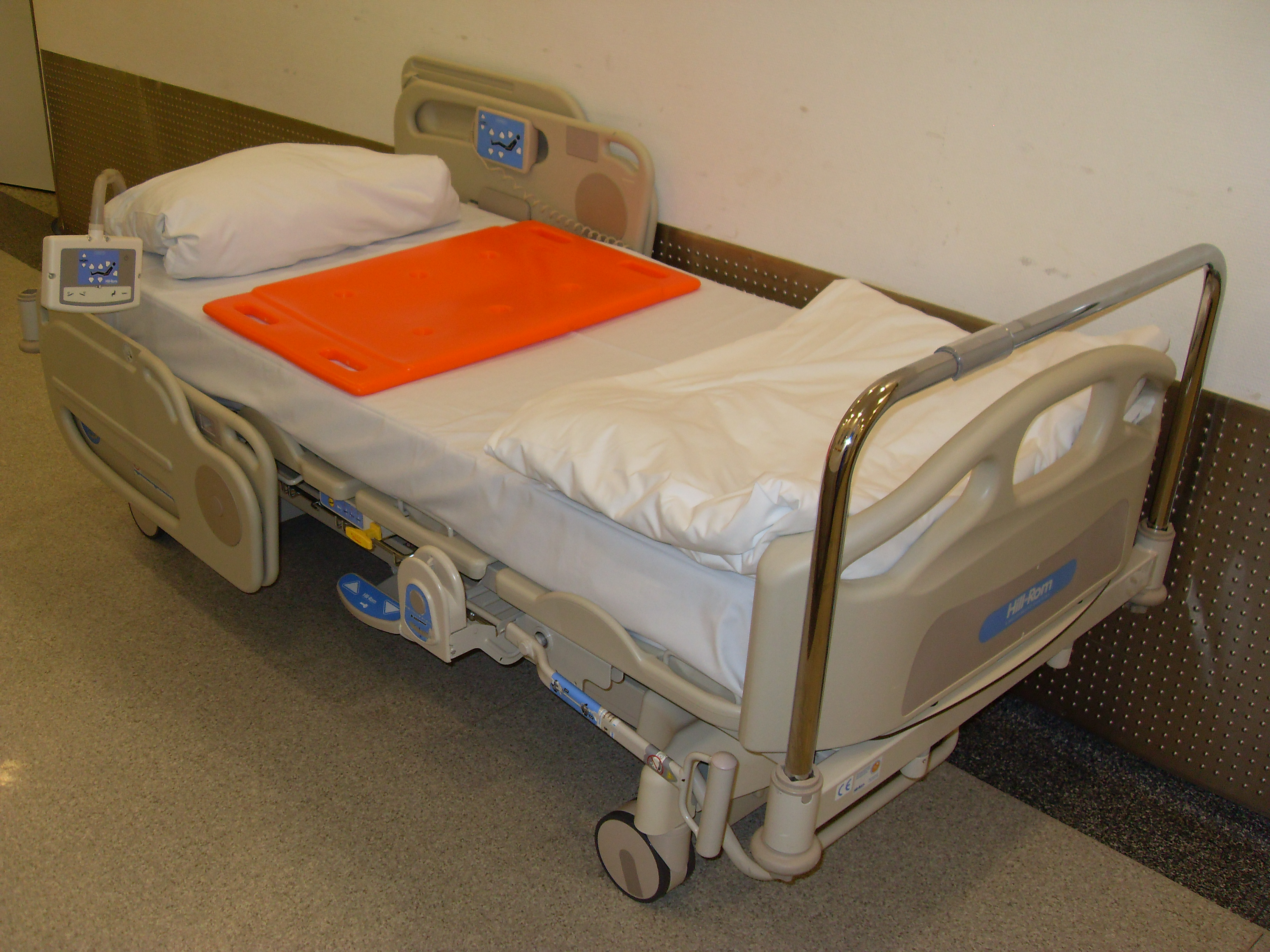
Ein Reanimationsbrett (orange) auf einem Krankenhausbett

Ein Reanimationsbrett, auch Reanimationsplatte, umgangssprachlich „Herzbrett“, engl. Cardiopulmonary Resuscitation board, CPR Board oder Cardiac Board, ist eine brettförmige Unterlage, die während der Herz-Lungen-Wiederbelebung wegen eines Kreislaufstillstandes unter den Brustkorb des Patienten gelegt wird, um eine suffiziente Herzdruckmassage zu gewährleisten. Eine Erweiterung stellen mechanische Reanimationsgeräte dar.

## Wirkungsweise
Damit der sich in einem Pflege- oder Krankenhausbett befindliche Patient auf der weichen Unterlage der Matratze nicht lediglich insgesamt nach oben und unten bewegt wird, sondern eine Kompression des Brustkorbes um 5 bis 6 Zentimeter stattfinden kann, muss er auf eine harte, als Widerlager wirkende Unterlage gelegt werden. Sollte eine solche im Notfall nicht verfügbar sein, empfiehlt es sich, den Kranken auf den Boden zu legen. Die Leitlinien zur Reanimation des European Resuscitation Council von 2010 betonen die Notwendigkeit einer festen Unterlage zur Herzdruckmassage, weisen jedoch darauf hin, dass es keine gesicherten Erkenntnisse zur Verwendung von Rückenbrettern gebe, und empfehlen, darauf zu achten, die Wiederbelebung nicht zu unterbrechen und etwa bereits vorhandene venöse Zugänge zum Patienten durch die Maßnahme nicht zu gefährden (versehentliches Entfernen). In den ESC-Leitlinien 2021 wird in Krankenhäusern explizit von der Verwendung von Reanimationsbrettern abgeraten.

## Aufbau, Eigenschaften und Anforderungen
Reanimationsbretter werden von verschiedenen Herstellern angeboten und können im Notfall einer Wandhalterung entnommen werden. Es handelt sich um ca. 60 × 80 cm große, aus Kunststoff hergestellte Konstruktionen, die bruchsicher, zur Durchführung von Defibrillationen nichtleitend, beständig gegen Flüssigkeiten, Blut und Wischdesinfektion mit handelsüblichen Desinfektionsmitteln sein müssen, leicht sein sollen und durch abgerundete Kanten die Verletzungsgefahr für Patienten und Personal minimieren. Sie werden in Warnfarben wie Orange oder Gelb angeboten, um schnell auffindbar zu sein, und sind häufig mit Handgriffen versehen.

## Geschichte
Eigens, noch aus Holz gefertigte Reanimationsbretter werden seit den 1960er Jahren verwendet.
Bei Nichtverfügbarkeit spezieller Reanimationsbretter werden häufig die Bretter aus Kopf- oder Fußteil des Bettes entnommen und unter den Patienten gelegt. Moderne Krankenhausbetten bieten häufig keine dafür geeigneten Bauteile mehr an, abgesehen von der Verletzungsgefahr, wenn für diesen Zweck nicht vorgesehene Gegenstände verwendet werden.